# Quiáltera
Em música, quiáltera ou sesquiáltera é a subdivisão de uma nota em mais ou menos partes do que normalmente.  Para algumas sudivisões as quiálteras possuem nomes específicos, como tresquiáltera e tercina (grupo de três notas) ou sextina (grupo de seis notas).

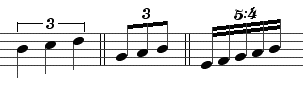
Quiálteras: uma tercina padrão; uma tercina denotada sem colchetes; uma quiáltera descrita por uma razão

Por exemplo, quando em uma semínima, em vez de duas colcheias, se colocam três, todas com a mesma duração, temos uma tercina. Nela, cada colcheia equivale a um terço de tempo, a tercina é representada por um '3', situado em cima das notas. 
Se as notas de uma quiáltera estão ligadas, a marcação de colchete pode ser omitida e o número é escrito acima da marca de união, como mostrado na ilustração. Ocasionalmente, o colchete é omitido se as notas estão unidas por ligadura.
Para outras quiálteras além da tercina, o número indica a razão em relação à próxima potência de dois inferior. Assim, uma quiáltera indicada com o numeral 5 significa que cinco das notas do valor indicado totalizam a duração normalmente ocupada por quatro. Alguns números são usados de forma inconsistente: por exemplo, o numeral 7 às vezes é usado para indicar 7 notas na duração de 4, mas outras vezes para indicar 7 notas na duração de 8. Para evitar ambigüidade, compositores às vezes escrevem a razão explicitamente ao invés de um único número, como mostrado no terceiro exemplo da ilustração.
Quiálteras são bastante usadas na notação de polirritmos.

## Quiálteras aumentativas e diminutivas
Os adjetivos aumentativas e diminutivas se referem ao número das notas. Se tiver mais notas como 3 notas em lugar de 2 ou 5 em lugar de 4 a quiáltera é aumentativa. Se tiver menos notas como 7 em lugar de 8 ou 2 em lugar de 3 (comum em músicas em compasso 6\8 ou 9\8 e semelhantes), se fala de quiálteras diminutivas.

## Quiálteras regulares e irregulares
Se as notas, que compõem a quiáltera tem todas o mesmo valor, como nos 3 exemplos de partitura em cima, a quiáltera é regular. Se, porém, as notas tem valores diferentes como em lugar das três semínimas no primeiro exemplo de partitura uma mínima e uma semínima, ou duas semínimas e duas colcheias, se fala em quiálteras irregulares.
1. 1 2  Med, Bohumil (1996). Teoria da música 4ª ed. Brasília: Musimed. pp. 206–212. ISBN 85-85886-02-1